# Ariel (clipper)
Pour les articles homonymes, voir Ariel.
L'Ariel est un clipper connu pour ses voyages rapides entre la Chine et l'Angleterre à la fin des années 1860. Le bateau est connu en particulier pour avoir presque gagné la grande course du thé de 1866, une course officieuse de Fuzhou (Chine) à Londres (Angleterre) pour ramener la première cargaison de thé de 1866.

## Description
L'Ariel est un trois-mâts carré de 853 tonnes nettes à vide, mesurant 197,4 pieds (60,17 m) × 33,9 pieds (10,33 m) × 21 pieds (6,4 m).  Le bateau est conçu par William Rennie et construit en 1865 par Robert Steele & Co., Greenock pour Shaw, Lowther & Maxton, une maison de Londres. Comme la majorité des clippers à thé conçus après 1864, le bateau est construit en fer-blanc et en acier(p136).

## Grande course du thé de 1866

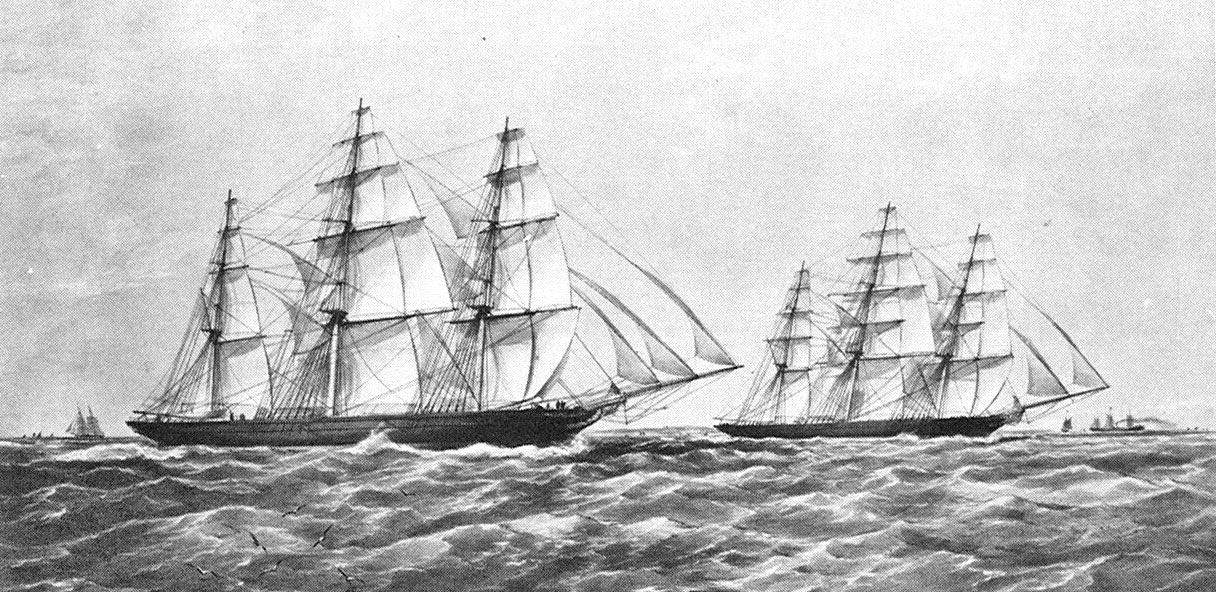
Le Taeping et l'Ariel pendant la course

Chaque saison, la première cargaison de thé arrivée à Londres est vendue bien plus chère que les suivantes. Le clipper Fiery Cross quitte Fuzhou le 29 mai tandis que l'Ariel, le Taeping et le Serica quittent la ville le 30 mai. Le 6 septembre, le Taeping a vingt minutes d'avance sur l'Ariel et deux heures d'avance sur le Serica. Le Fiery Cross et le Taitsing arrivent deux jours plus tard.
Après 99 jours et presque 16 000 milles, les deux clippers en tête sont toujours à quasi-égalité, et restent toujours à courte distance l'un de l'autre le long de la Manche et le long de la Tamise. Le Taeping, dirigé par le capitaine McKinnon, est plus petit et parvient à prendre de l'avance dans le port de Londres sur l'Ariel, dirigé par le capitaine Keay. Le Taeping divise sa prime avec les propriétaires de l'Ariel et McKinnon décide de partager sa propre prime de 100 livres avec le capitane Keay.
Avec l'ouverture du canal de Suez, le commerce du thé est contrôlé par les bateaux à vapeur, et les clippers se mettent à desservir l'Australie, surtout pour la laine.

## Disparition
Ariel quitte Londres pour Sydney le 31 janvier 1872 et n'arrive jamais à destination(p157)(p55). En août 1872, les restes d'un canot de sauvetage marqués d'un A en bronze sont trouvés sur l'île King dans le détroit de Bass. Le bateau a probablement disparu à la hauteur du cap de Bonne-Espérance.